# Against All Odds (2024)
Against All Odds (2024) – gala wrestlingu organizowana przez amerykańską federację Total Nonstop Action Wrestling (TNA), która była transmitowana na żywo za pomocą platformy TNA+. Odbyła się 14 czerwca 2024 w Cicero Stadium w Cicero w stanie Illinois. Była to trzynasta gala z cyklu Against All Odds, a zarazem czwarta gala TNA+ Monthly Specials w 2024 roku.
Na gali odbyło się dziesięć walk, w tym dwie w pre-show Countdown to Against All Odds. W walce wieczoru, Moose pokonał "Broken" Matta Hardy’ego w Broken Rules matchu i obronił TNA World Championship. W innych ważnych walkach, Jordynne Grace pokonała Tatum Paxley z WWE NXT, utrzymując TNA Knockouts World Championship, Mustafa Ali pokonał Trenta Sevena, aby zachować TNA X Division Championship, a The System (Brian Myers i Eddie Edwards) pokonali The Nemeth Brothers (Nica Nemetha i Ryana Nemetha), aby zachować TNA World Tag Team Championship. Gala ta była również godna uwagi ze względu na powrót Jeffa Hardy’ego do TNA.

## Tło
Total Nonstop Action Wrestling ogłosiło 11 kwietnia 2024, że gala Against All Odds odbędzie się 14 czerwca 2024 w Cicero Stadium w Cicero w stanie Illinois.

## Rywalizacje
Against All Odds oferowało walki wrestlingu z udziałem różnych zawodników na podstawie przygotowanych wcześniej scenariuszy i rywalizacji, które są realizowane podczas cotygodniowych odcinków programu Impact!. Wrestlerzy odgrywają role pozytywnych (face) lub negatywnych bohaterów (heel), którzy rywalizują pomiędzy sobą w seriach walk mających budować napięcie.

### Pojedynek o TNA World Championship oraz o TNA World Tag Team Championship
Na Rebellion, Moose obronił TNA World Championship pokonując Nica Nemetha. Jednak kiedy Moose i jego stajnia The System (Brian Myers, Eddie Edwards i Alisha Edwards) mieli właśnie świętować, wpadł w zasadzkę "Broken" Matta Hardy’ego, który wystąpił w TNA po raz pierwszy od 2021 roku. Na następnym odcinku TNA Impact!, Hardy i Nemeth spotkali się na ringu – ten pierwszy jasno dał do zrozumienia jego aspiracje do tytułu mistrza świata – gdy zawarli pakt „usunięcia” Systemu. Później w walce wieczoru, Edwards pokonał Nemetha, po czym The System zaatakował Nemetha krzesłem. Nemeth miał wziąć udział w six-man tag team matchu na Under Siege, współpracując z Speedball Mountain (Trentem Sevenem i Mikiem Baileyem) przeciwko The System, ale jego późniejsza kontuzja sprawiła, że jego miejsce zajął Hardy. Niestety, System pokonali Hardy’ego i Speedball Mountain tej nocy. System organizował „Święto Mistrzostów” podczas kolejnego odcinka TNA Impact!, aby uczcić zwycięstwo na Under Siege i osiągnięcia w mistrzostwach (Moose jako TNA World Champion, Myers i Eddie jako TNA World Tag Team Champion, a Alisha niedawno została TNA Knockouts World Tag Team Championką). Szybko jednak przerwał im Hardy, dając jasno do zrozumienia, że jeszcze z nimi nie skończył. Następnie Hardy zaatakował, ale gdy System prawie miał przewagę, został zatrzymany przez Ryana Nemetha, młodszego brata Nica Nemetha. Dwa tygodnie później, Hardy i Ryan pokonali Myersa i Edwardsa w non-title matchu, a kiedy Moose wyszedł, aby wziąć udział w ataku po walce, Nic Nemeth powrócił, aby wyrównać szanse. Po tej walce, dyrektor władz TNA Santino Marella przyznał Hardy’emu i Ryanowi walkę o TNA World Tag Team Championship na Against All Odds. Jednakże Hardy dał jasno do zrozumienia, że walczy w TNA o tytuł mistrza świata, więc Marella dał mu szansę przeciwko Moose’owi, dając jednocześnie walkę o tytuł tag team Ryanowi i Nicowi Nemethowi.

### Pojedynek o TNA X Division Championship
9 maja na odcinku TNA Impact!, Speedball Mountain (Trent Seven i Mike Bailey) pokonali ABC (Ace’a Austina i Chrisa Beya), aby ustalić, kto zmierzy się ze sobą w walce o miano pretendenta do TNA X Division Championship Mustafy Alego na Against All Odds. Spotkali się dwa tygodnie później, gdzie po odwróceniu uwagi Alego i interwencji Champagne'a Singha, Seven pokonał Baileya i został pretendentem numer jeden.

### Steve Maclin i Mike Santana vs. Trey Miguel i Zachary Wentz
Na Rebellion, Mike Santana powrócił do TNA i pokonał Steve’a Maclina w zaimprowizowanej walce. Na kolejnym odcinku TNA Impact!, Santana pokonał Myrona Reeda z The Rascalz, po czym stanął twarzą w twarz z Maclinem, który był w sojuszu z The Rascalz przez poprzednie tygodnie. Jednak The Rascalz rzucił się na Maclina, zanim zdążyli przeprowadzić atak, zostawiając Maclina samego i w odwrocie Santany. 30 maja na TNA Impact!, Santana i Maclin stoczyli rewanż, ale zakończył się on bez rezultatu po ataku The Rascalz (Trey Miguel i Zachary Wentz) na obu mężczyzn. W następnym tygodniu, Maclin spotkał się z Santaną za kulisami, ale tym razem, aby poprosić go o dołączenie do niego przeciwko The Rascalz na Against All Odds. Pomimo wahań i chęci skupienia się na karierze singlowej, Santana przyjął propozycję Maclina.

### Sami Callihan vs. Jonathan Gresham
Na Under Siege, Jonathan Gresham powrócił do TNA pod nową osobowością nazwaną „The Octopus”, postacią w czarnej masce, która nawiedzała Greshama w poprzednich tygodniach za pośrednictwem winiet. Pokonał Kushidę, trzymając pazur na ustach, z dłonią pokrytą czarnym atramentem, którą wypluwał z ust. Atrament następnie zniesmaczył Kushidę i sędziego ich walki. Kilka tygodni później, 30 maja w odcinku TNA Impact!, Gresham pokonał Samiego Callihana po low blowie, mimo że Callihan powstrzymał Greshama przed wypluciem atramentu. W następnym tygodniu, sfrustrowany Callihan wezwał Greshama w swoim segmencie „DMTV” na walkę na Against All Odds, którą TNA ogłosiło oficjalnie na Countdown pre-show.

## Wyniki walk
| Nr                                                                   | Wyniki | Stypulacje                                                 | Czas  |
| -------------------------------------------------------------------- | --- | ---------------------------------------------------------- | ----- |
| 1P                                                                   | Sami Callihan pokonał Jonathana Greshama poprzez pinfall                                                                                | Singles match                                              | 2:23  |
| 2P                                                                   | The Malisha (Alisha Edwards i Masha Slamovich) (c) pokonały The Hex (Allysin Kay i Marti Belle) poprzez pinfall                         | Tag team match o TNA Knockouts World Tag Team Championship | 7:59  |
| 3                                                                    | Steve Maclin i Mike Santana pokonali The Rascalz (Treya Miguela i Zachary’ego Wentza) poprzez pinfall                                   | Tag team match                                             | 12:51 |
| 4                                                                    | PCO pokonał Richa Swanna (z A. J. Francisem) poprzez pinfall                                                                            | Singles match                                              | 5:50  |
| 5                                                                    | The System (Brian Myers i Eddie Edwards) (c) pokonał The Nemeth Brothers (Nica Nemetha i Ryana Nemetha) (z Dirty Dango) poprzez pinfall | Tag team match o TNA World Tag Team Championship           | 12:36 |
| 6                                                                    | Frankie Kazarian pokonał Joe Hendry’ego poprzez pinfall                                                                                 | Singles match                                              | 7:26  |
| 7                                                                    | Mustafa Ali (c) pokonał Trenta Sevena poprzez submission                                                                                | Singles match o TNA X Division Championship                | 15:33 |
| 8                                                                    | ABC (Ace Austin i Chris Bey) pokonali Erica Younga i Josha Alexandera poprzez pinfall                                                   | Tag team match                                             | 18:17 |
| 9                                                                    | Jordynne Grace (c) pokonała Tatum Paxley poprzez pinfall                                                                                | Singles match o TNA Knockouts World Championship           | 11:14 |
| 10                                                                   | Moose (c) pokonał "Broken" Matta Hardy’ego poprzez pinfall                                                                              | Broken Rules match o TNA World Championship                | 21:32 |
| (c) – mistrz/mistrzyni przed walkąP – walka miała miejsce w pre-show | |                                                            |       |